# Хосе Антоніо Росас
Хосе Антоніо Росас (ісп. José Antonio Rozas Andino) — баскський підприємець, президент клубу «Депортіво Алавес» із міста Віторія-Гастейс. В 1986—1988 роках 29-й, за ліком, президент головного футбольного клубу Алави.

## Життєпис
Хосе Антоніо Росас походить з дрібної баскської знаті. Успадкувавши родинну справу, Хосе Антоніо зміг наростити вплив та важливість свого бізнесу та персони. Його відзначали як успішного і ретельного фінансиста, тому й долучено було до числа опікунів найголовнішого й найпопулярнішого спортивного клубу Алави. Відтак Росас, ставши сосіос клубу, з роками, примножував свій вплив. Йому випало прийти до клубу в найкритичніші роки: коли банкрутство підточувало останні фінансові потоки клубу, і пониження до 4-ї, уже регіональної ліги, поступово перетворювалося на падіння до аматорів — 5-ї ліги.
Хосе Антоніо Росас продовжував родинні фінансові справи і був активним партнером спортивного клубу, він ризикнув, і за сприяння Хосе Луїса Компаньйона (незмінного менеджера-адміністратора клубу, майже 40 років) прийшов під гаслами рятівника в 1986 році, ставши президентом клубу «Депортиво Алавес». Прийшовши до команди в часі тривалого її перебування в Терсері, йому необхідно було об'єднати тренерський штаб та футболістів задля підвищення в класі. Тому він вдався до вже звичної для команди тренерської ротації, але ні 1986-1987 Альберто Уріона (Alberto Uriona) в 1986-87 роках, ні Іньякі Іспісуа (Iñaki Ispizua), Кокуе (Coque) в сезоні 1987-1988 років не змогли підняти команду з підвалин Терсери. Відтак, каденція Хосе Антоніо Росаса дійшла до кінця і він поступився місцем своїм партнерам-наставникам: Луїсу Компаньйону та  — Хосе Луїсу Менойо.
Але, поступившись посадою президента алавесців, Хосе Антоніо Росас продовжував свої фінансові справи, окрім того, сприяв спорту в столиці Алави, будучи активним сосіос клубу.